# Pseudbarydia pulverosa
Pseudbarydia pulverosa là một loài bướm đêm trong họ Noctuidae.